# اورازمتوو
اورازمتوو (به لاتین: Urazmetovo) یک منطقهٔ مسکونی در روسیه است که در باشقیرستان واقع شده‌است.